# Urban Priol

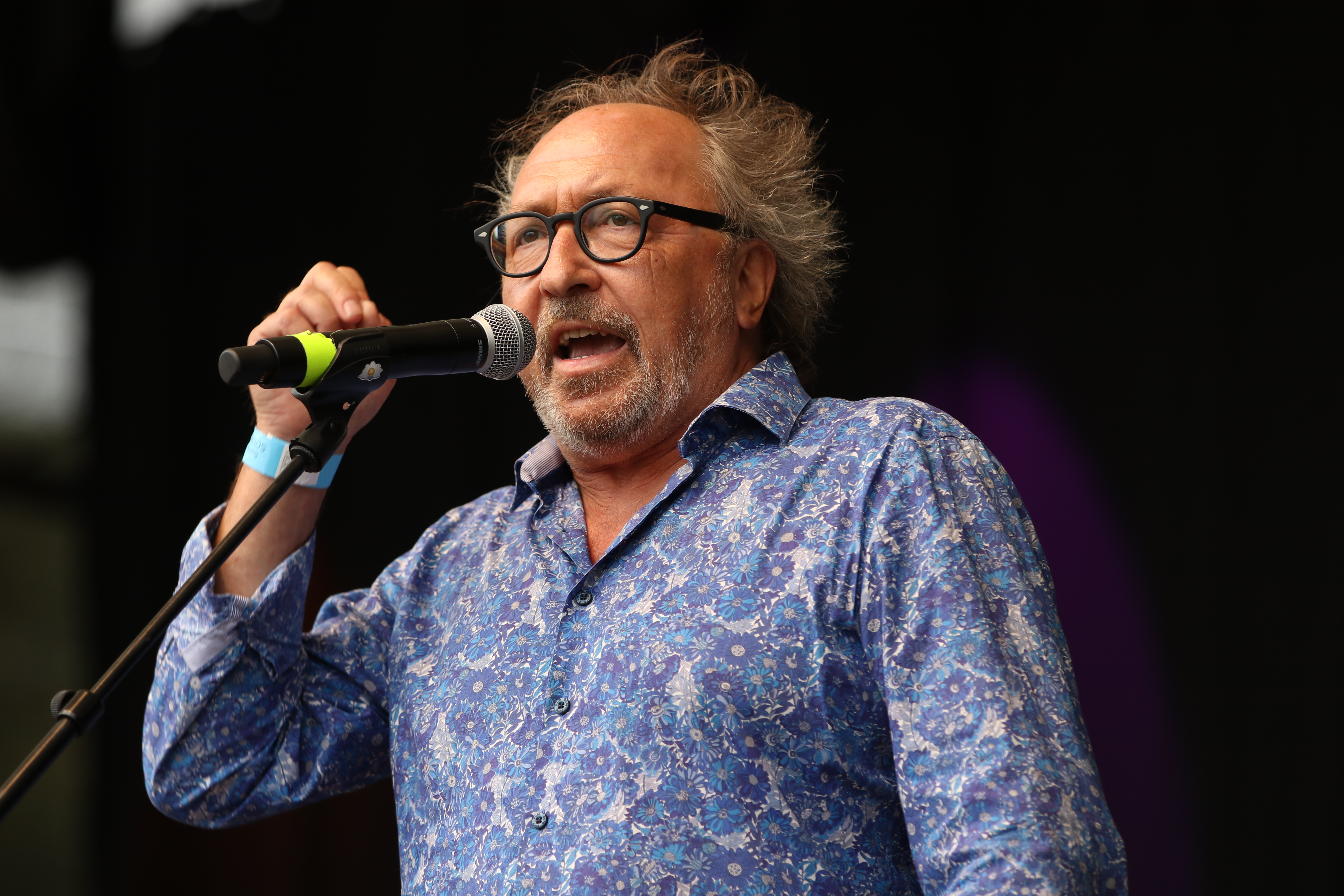
Urban Priol (2018)

Urban Priol (* 14. Mai 1961 in Aschaffenburg) ist ein deutscher Kabarettist. Über seine zahlreichen Bühnenprogramme hinaus wurde er insbesondere durch die ZDF-Kabarettsendung Neues aus der Anstalt und andere Fernsehformate bekannt.

## Leben
Urban Priol wurde 1961 in Aschaffenburg geboren. Seine Kindheit verbrachte er in Obernburg am Main. 1980 legte er am Kronberg-Gymnasium Aschaffenburg das Abitur ab. Nach der Grundausbildung bei den Panzergrenadieren, wo er Sanitäter werden sollte, verweigerte er den Wehrdienst und leistete Zivildienst beim Malteser-Hilfsdienst. An der Universität Würzburg begann Priol ein Lehramtsstudium mit den Fächern Englisch, Russisch und Geschichte, brach es aber kurz vor dem Examen ab. 1988 war er Mitbegründer (Künstlerischer Leiter) der Kleinkunstbühne Kochsmühle in Obernburg, seit 1998 ist er Inhaber des Kabaretts im Hofgarten in Aschaffenburg. Priol ist seit Mai 2009 Mitglied des globalisierungskritischen Netzwerks Attac.

## Kabarett

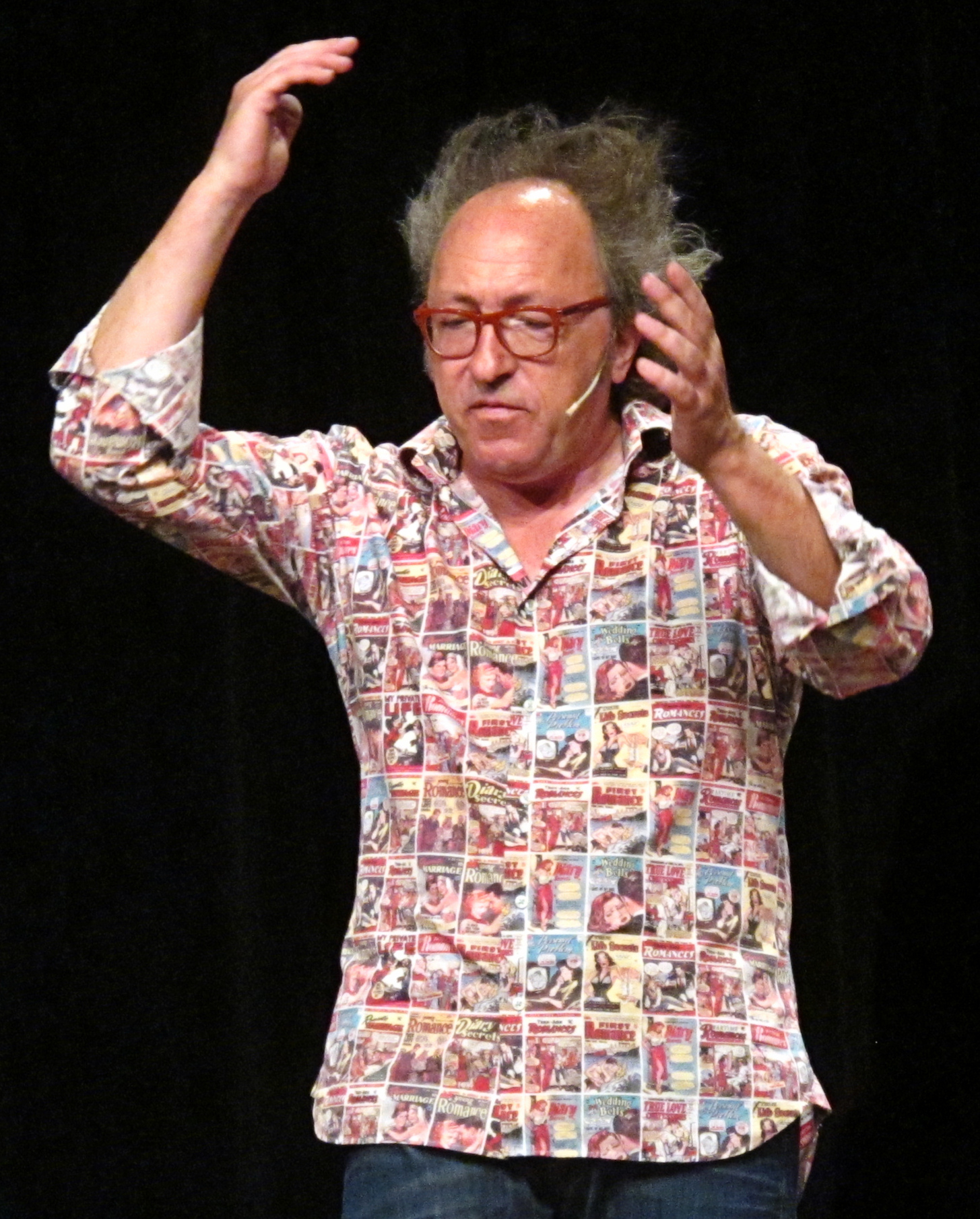
Priol im Lustspielhaus München, 2011

Erste Bühnenauftritte hatte Priol bereits 1982. In seiner ersten eigenen Fernsehsendung Alles muss raus (3sat, 2004–2007) bot er jeweils drei bis vier Gästen aus dem Kleinkunstbereich eine Bühne. In der Sendung wurden politische und gesellschaftliche Geschehnisse der jeweils vorangehenden Wochen kabarettistisch aufgearbeitet.
Am 3. August 2006 strahlte das ZDF einen 45-minütigen Ausschnitt aus Priols Programm Täglich frisch im Rahmen der Sendereihe Sommersolo im ZDF aus. Die Reihe lief sieben Wochen und zeigte jeden Donnerstag ein Soloprogramm eines Comedians oder Kabarettisten. Neben Priols Programm wurden Rüdiger Hoffmann, Bodo Bach, Bülent Ceylan, Eckart von Hirschhausen, Ole Lehmann und Ingo Oschmann präsentiert.
Am 3. Dezember 2006 war Priol einer der Gäste von Menschen 2006. In dem von Johannes B. Kerner moderierten Jahresrückblick präsentierte Priol einen kabarettistischen Jahresrückblick. Am 20. Januar 2007 war er in der ZDF-Sendung Wetten, dass..? zu Gast.
Knapp sieben Jahre lang präsentierte Priol die politische Kabarettsendung Neues aus der Anstalt im ZDF – von Januar 2007 bis Juni 2013, zunächst gemeinsam mit Georg Schramm, nach dessen Ausstieg mit Frank-Markus Barwasser alias Erwin Pelzig. Die Kulisse der Sendung stellte das Foyer einer psychiatrischen Klinik dar; Priol spielte die Rolle des Leiters der Klinik. Am 26. Juni 2013 gaben Priol und Barwasser ihren Ausstieg aus der Sendung bekannt, die letzte Folge in alter Besetzung lief am 1. Oktober 2013. Seit dem 4. Februar 2014 läuft unter dem Titel Die Anstalt eine Nachfolgesendung mit Max Uthoff und Claus von Wagner.
Von September bis Dezember 2014 trat Priol gemeinsam mit Emmanuel Peterfalvi („Alfons“) in der kurzlebigen ZDF-Sendung Ein Fall fürs All auf.
Seit 2002 präsentiert Priol jährlich im Dezember als Tourneeprogramm den satirischen Jahresrückblick TILT! Im Fernsehen und im Hörfunk wird die Sendung ebenfalls gezeigt, die etwa dreistündige Bühnenfassung wird dabei auf eine Länge von ein bis zwei Stunden gekürzt. Bis 2010 wurde die Sendung vom Bayerischen Rundfunk ausgestrahlt, seit 2011 wird sie vom ZDF, in 3sat und in WDR5 übertragen. Die Bühnenfassungen wurden bis 2013 auch auf DVD veröffentlicht.
Zusammen mit Georg Schramm trat er am 25. Oktober 2010 auf der 50. Demonstration gegen Stuttgart 21 auf.
Gemeinsam mit Frank-Markus Barwasser, Georg Schramm und Jochen Malmsheimer war er am 17. Oktober 2017 in der 30. Folge der Anstalt zu sehen.
Am 5. November 2017 trat Priol in der Sendung Missverstehen Sie mich richtig! von Gregor Gysi auf und erzählte von seinem Leben.

## Rezeption
Über das Zusammenspiel Priols mit Georg Schramm in den frühen Jahren von Neues aus der Anstalt meinte Norbert Thomma im Tagesspiegel: „Das Duo Priol/Schramm wirkt bösartiger als der Zappelheinz Richling in der ARD, der als Scheibenwischer-Nachfolger (Nuhr im Ersten) nun Comedians ins Programm holen will, um das Politische damit durch Gekaspere zu ersetzen. Trotz gelegentlicher Banalitäten […] prasseln aus der Anstalt durchaus reinigende Gewitter.“
Der Publizist Hilmar Klute warf Priol im März 2011 im Feuilleton der Süddeutschen Zeitung vor, er mache „Kabarett auf dem kleinsten intellektuellen Nenner“. Seine „von sprachlicher Verlotterung geprägte Vulgärsatire“ richte sich „an ein entfesseltes Spießbürgertum, das alle Politiker an den Galgen wünscht“. Bereits Tage zuvor waren in der Süddeutschen Zeitung zwei Beiträge anderer Autoren erschienen, die einen Auftritt Priols auf einer Münchner Anti-Atomkraft-Demonstration scharf kritisiert hatten.
Im Jahr 2014 bezeichnete Gerhard Matzig in seinem mit „So ironisch wie Youporn“ betitelten Artikel für die Süddeutsche Zeitung Priols neu gestartete Sendung Ein Fall fürs All als „Heimsuchung“ und Priol selbst als „anstößig langweilig“. Auch Richard Weber bedachte die Sendung im Tagesspiegel mit einem Verriss. Sie sei ein „medialer Empörungsschauplatz“, in der Priol „unintelligentes Politiker-Bashing“ biete.
Anlässlich eines Auftritts im Münchner Lustspielhaus im Jahr 2017 schrieb Cindy Riechau in der Süddeutschen Zeitung: „Sein Humor ist sicher nicht der feinsinnigste, aber Priol legt die Finger oft zielsicher in offene Wunden, egal, ob es dabei um die zynischen Methoden geht, mit denen Flüchtlinge von Europa fern gehalten werden sollen, oder um unser in vielerlei Hinsicht ungerechtes Steuersystem. Gerne mag er es auch mal derb.“
Über Auftritte im Jahr 2023 schrieb Michaele Heske im Merkur, dass Priol selbst vor scharfen Pointen nicht zurückschrecke, seine Lebensfreude ansteckend sei und er sich mit Freude in die Fluten des täglichen Irrsinns stürze.

## Trivia

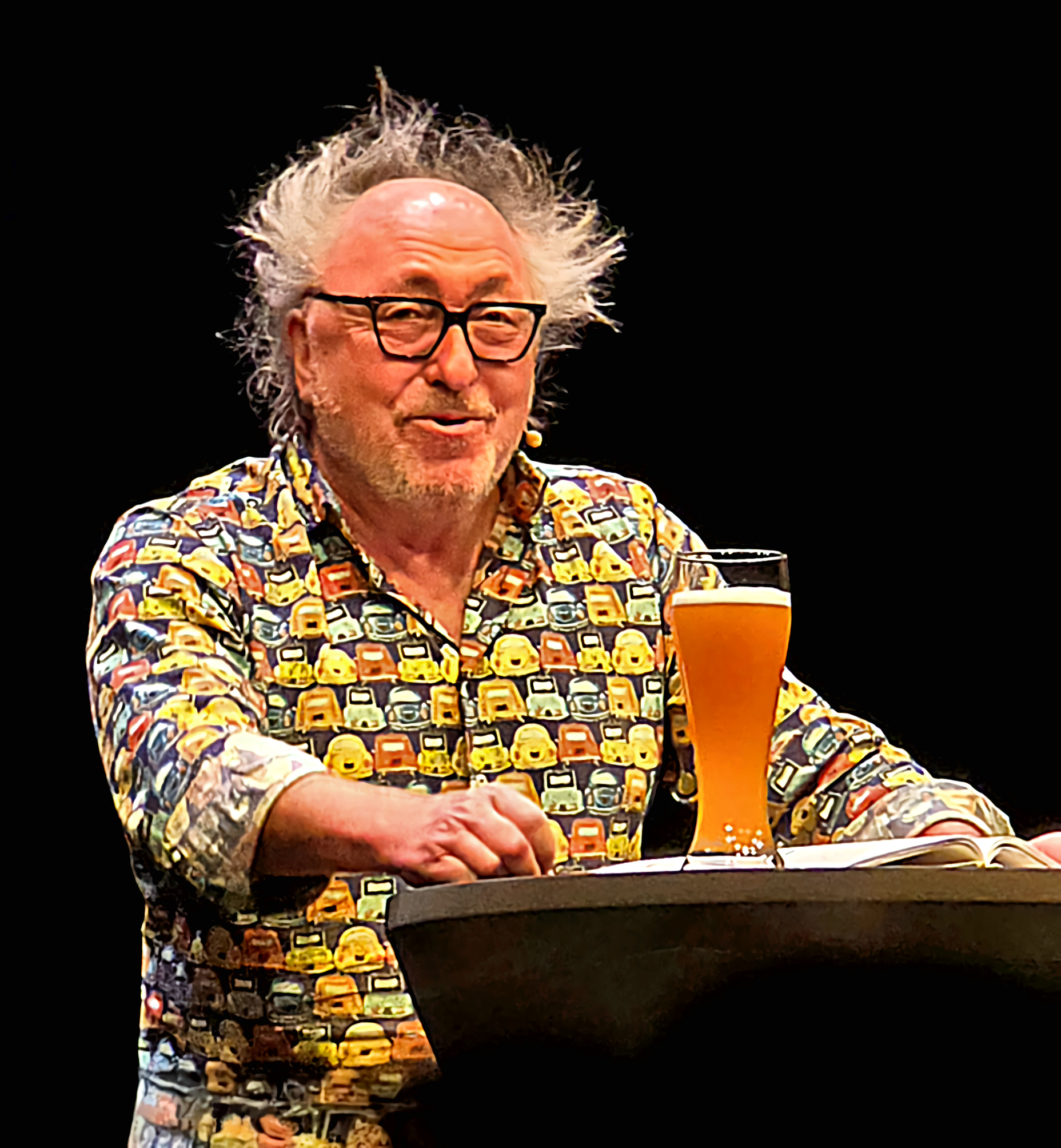
Tilt! Der Jahresrückblick 2024

Priol trinkt während der meisten seiner Auftritte helles alkoholfreies Weizenbier. Priols Halbglatze, seine bunten Hemden und seine nach hinten und oben abstehenden Haare gelten ebenso als Markenzeichen wie seine Untermainländische Mundart. Er imitiert Politiker wie Markus Söder, Hubert Aiwanger, Helmut Kohl, Gerhard Schröder, Johannes Rau, Franz Josef Strauß, Edmund Stoiber, Winfried Kretschmann und Angela Merkel.
Priol sammelt Oldtimer und ist Mitglied der Deutschen Akademie für Fußball-Kultur.

## Auszeichnungen

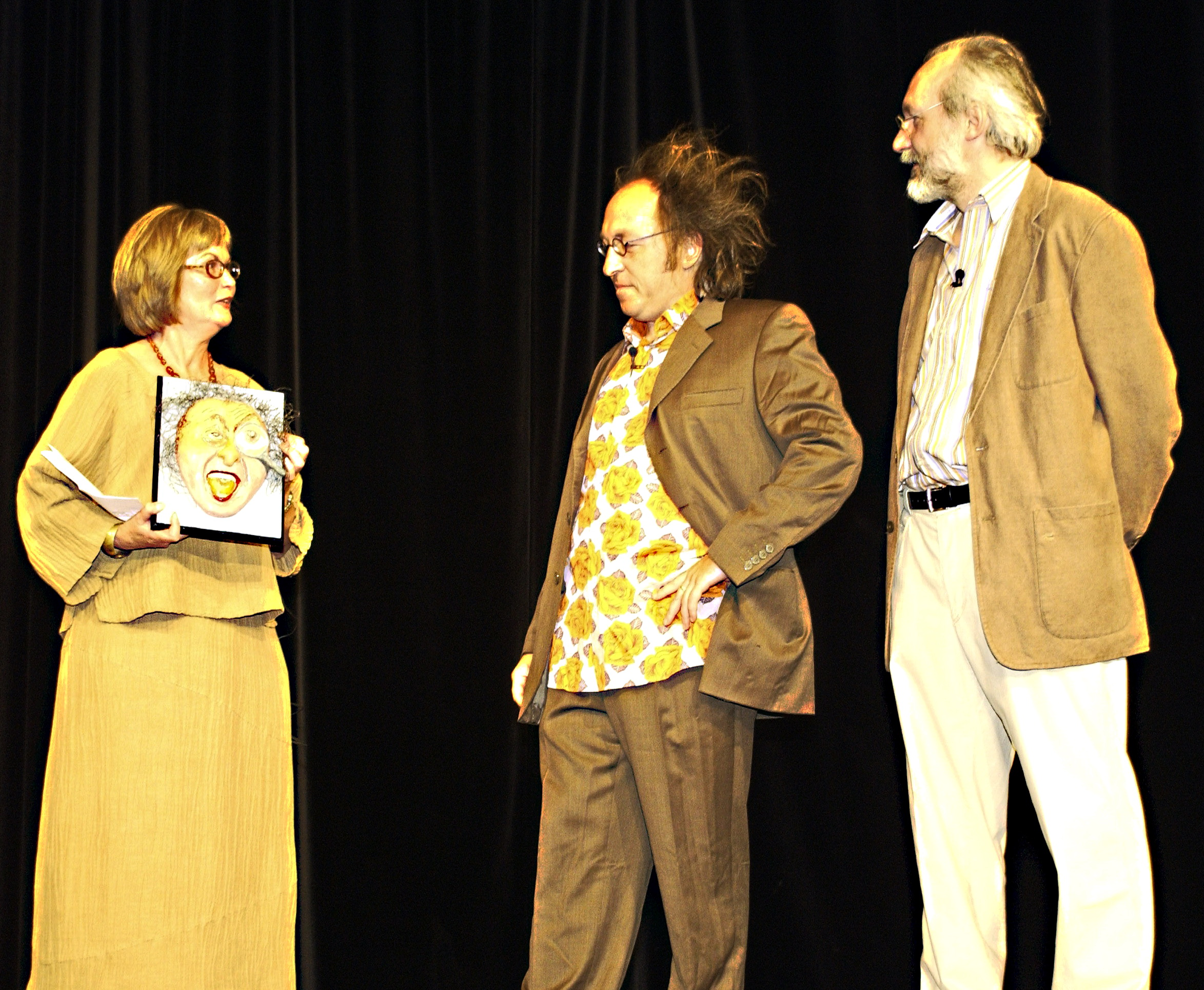
Garchinger Kleinkunstmaske 2004 an Urban Priol (Mitte), Herbert Becke (rechts)

Priol hat eine Vielzahl an Auszeichnungen erhalten, darunter:
- 1986: Passauer Scharfrichterbeil (gemeinsam mit seinem Partner Klaus Staab)
- 1994: Goldener Kulturbeutel
- 1997: Salzburger Stier
- 1999: Scherzheimer Kuh
- 2000: Deutscher Kleinkunstpreis in der Sparte Kabarett
- 2002: Gaul von Niedersachsen
- 2002: Publikumspreis der Augsburger Kabarett-Tage
- 2002: Deutscher Kabarettpreis Hauptpreis
- 2003: Bayerischer Kabarettpreis Hauptpreis
- 2004: Garchinger Kleinkunstmaske
- 2004: Morenhovener Lupe
- 2004: Zeck-Kabarettpreis Hauptpreis
- 2005: Nordrhein-Westfälischer Kleinkunstpreis „Bocholter Pepperoni“
- 2006: AZ Stern des Jahres der Münchner Abendzeitung
- 2007: Deutscher Fernsehpreis in der Kategorie Beste Comedy für Neues aus der Anstalt, gemeinsam mit Georg Schramm
- 2008: Kulturpreis der Stadt Aschaffenburg
- 2009: Schweizer Kabarettpreis Cornichon
- 2011: Tegtmeiers Erben Ehrenpreis
- 2013: Das große Kleinkunstfestival Berlin-Preis
- 2015: Benennung eines Asteroiden nach ihm: (233880) Urbanpriol
- 2015: Chemnitzer Biene
- 2016: Ehrenmitgliedschaft im Rat der Bundeskünstler
- 2018: Kulturerbe-Bayern-Botschafter[20]
- 2019: Hessischer Kabarettpreis Ehrenpreis
- 2022: Prix Pantheon Sonderpreis Reif und Bekloppt

## Werke
Soloprogramme
- 1995: Köpfe im Kopf
- 1996: Kwittung, bitte
- 1998: Stimmt so
- 2001: alles muss raus
- seit 2002: Tilt (Jahresrückblicksprogramm, jährlich neu)
- 2003: Täglich frisch
- 2006: Tür zu!
- 2010: Wie im Film
- 2013: Jetzt
- 2017: gesternheutemorgen
- 2020: Im Fluss

Bücher
- Urban Priol: Hirn ist aus. Blessing, München 2008, ISBN 978-3-89667-356-5; Taschenbuchausgabe: Heyne, München 2011, ISBN 978-3-453-60195-6.
- Urban Priol: Was reg ich mich auf?!: Ein Boomer holt aus. Lübbe Life, Köln 2023, Hardcover-Ausgabe: ISBN 978-3-431-07049-1.

Disko- und Videografie
- 1998: Kwittung, bitte
- 2000: Stimmt so
- 2001: Supertilt – der Jahresrückblick
- 2002: Alles muss raus
- 2002: Tilt! Jahresrückblick
- 2003: Tilt! Der Jahresrückblick
- 2004: Täglich frisch
- 2004: Tilt! Der Jahresrückblick
- 2005: Täglich frisch (update)
- 2005: Tilt! Der Jahresrückblick
- 2006: Die Wahrheit über Deutschland
- 2006: Tilt! Der Jahresrückblick
- 2007: Tür zu!, CD, BR, ISBN 978-3-86604-710-5
- 2007: Tilt! Der Jahresrückblick, DVD, BR, ISBN 978-3-9811393-7-2
- 2008: Hirn ist aus
- 2008: Tilt! Der etwas andere Jahresrückblick, DVD, BR, ISBN 978-3-941282-13-1
- 2009: Tilt! Der Jahresrückblick
- 2010: Wie im Film, Doppel-CD, Random House, ISBN 978-3-8371-0415-8
- 2011: Tilt! Der Jahresrückblick
- 2012: Tilt! Der Jahresrückblick
- 2013: Tilt! Der Jahresrückblick
- 2014: Jetzt
- 2014: Die letzte Gardine, eine Lederhand packt ein (2 Audio-CDs mit Georg Schramm und Jochen Malmsheimer), WordArt, Köln, ISBN 978-3-8371-2973-1
- 2014: Tilt! Der Jahresrückblick
- 2015: Tilt! Der Jahresrückblick, Wortartisten (Tonpool)
- 2016: Tilt! Der Jahresrückblick, Random House Audio, ISBN 978-3-8371-3668-5
- 2017: gesternheutemorgen, Random House Audio, ISBN 978-3-8371-4021-7
- 2017: Tilt! Der Jahresrückblick, Random House Audio, ISBN 978-3-8371-4025-5
- 2018: Tilt! Der Jahresrückblick, Random House Audio, ISBN 978-3-8371-4353-9
- 2019: Tilt! Der Jahresrückblick, Random House Audio, ISBN 978-3-8371-4972-2
- 2023: Tilt! 2023 – Der etwas andere Jahresrückblick von und mit Urban Priol, Random House Audio, ISBN 978-3-8371-6698-9
- 2023: Was reg ich mich auf?!: Ein Boomer holt aus, Lübbe Audio, ISBN 978-3-7857-8510-2